# Vingt-quatre Heures de la vie d'une femme (film, 1968)
Pour les articles homonymes, voir Vingt-quatre Heures de la vie d'une femme (homonymie).
Pour plus de détails, voir Fiche technique et Distribution.
Vingt-quatre Heures de la vie d'une femme est un film franco-allemand réalisé par Dominique Delouche, sorti en 1968.
Le film est une adaptation  de l'œuvre homonyme de Stefan Zweig.

## Synopsis
L'adaptation cinématographique transpose l'intrigue en 1917 et sur le lac de Côme en Italie. L'héroïne, une veuve quinquagénaire, y rencontre un déserteur allemand dévoré par la passion du jeu. Ayant tout perdu sous ses yeux, le beau jeune homme quitte le casino, abattu, avec l'intention selon toute apparence de mettre fin à ses jours. Prise d'une pitié dangereuse (pour citer un autre titre de Zweig), où se mêlent à son insu désir d'aider et désir amoureux, Lady Copland le suit sous la pluie battante et parvient à grand peine à l'empêcher de passer à l'acte. Mais la passion amoureuse dont, au risque du scandale, elle s'est embrasée résistera-t-elle à celle du jeu, sous le joug duquel ploie le jeune homme ? Tout se résoudra en l'espace de vingt-quatre heures.

## Fiche technique
- Titre : Vingt-quatre Heures de la vie d'une femme
- Titre allemand : 24 Stunden im Leben einer Frau
- Réalisateur : Dominique Delouche
- Assistants réalisateurs : 1) Jean Mylonas / 2) Charles Cuttoli
- Scénario : Dominique Delouche (adaptation et dialogues), Marie-France Rivière (dialogues), Albert Valentin (adaptation et dialogues), d'après la nouvelle Vierund zwanzig Stunden aus dem Leben einer Frau (Vingt-quatre Heures de la vie d'une femme) de Stefan Zweig, incluse dans le recueil Verwirrung der Gefühle (La Confusion des sentiments), Éditions Insel, Leipzig, 1927.
- Script-girl : Madeleine Santucci
- Producteurs: Christine Gouze-Rénal, Luggi Waldleitner & Pierre Cabaud (non crédité)
- Directeurs de production : Louis-Émile Galey, Günther Klein
- Régisseurs : Pierre Cottance, Jean Guillaume et, en Italie, Mario Ponteselli
- Administrateur de production : Bernard Artigues
- Société de production : Progéfi, Pathé-Consortium-Cinéma et  Roxy Film
- Sociétés de distribution :  France CFDC-UGC-Sirius-Pathé,  Belgique : CVF,  Autriche Elite-Film (Filmzentrum)
- Distribution en DVD : Doriane Films
- Musique : Jean Prodromidès, avec l'utilisation de thèmes tirés de Variations sur un thème de Paganini de Johannes Brahms. Piano solo : André Krust
- Éditions musicales : April Music france
- Directeur de la photographie : Walter Wottitz
- Cameraman : Guy Suzuki
- Montage : Geneviève Winding, assistée de Gisèle Chezeau
- Décors : François de Lamothe
- Costumes : Dominique Delouche assisté d'Edwige Legris
- Son : Jean-Claude Evanghelou / Mixage : René Renault
- Chaussures par : Galvin
- Son Post-production : Robert Beauchamp & Compagnie, Studios Marignan
- Langue : français
- Certificat de censure ouest-allemand N° 39163 délivré le 5 juin 1968 (interdit aux moins de 16 ans)
- Pays :  France /  Allemagne de l'Ouest
- Genre : Drame
- Format : Couleur Eastmancolor - 35 mm - 1,66:1 - Son : Mono - Laboratoire : GTC Joinville
- Durée : 84 minutes / Métrage : 2291 m
- Visa de contrôle N°38782 (Tous publics)
- Tournage : du 6 novembre au 27 décembre 1967 au Lac de Côme, à Bellagio (dont l'Hôtel Grande Bretagne, le Grand Hôtel Villa Serbelloni), à la Villa Carlotta et aux Studios de Saint-Maurice (Franstudio)
- Dates de sortie :
  - Allemagne de l'Ouest : 7 juin 1968
  - États-Unis : 24 septembre 1968 (New York Film Festival)
  - France : 25 décembre 1968 (en salles), 20 août 2003 (en DVD), 28 mai 2019 (en DVD)

## Distribution
- Danielle Darrieux : Lady Alice Copland
- Robert Hoffmann : Thomas Leine
- Romina Power : Mariette
- Léna Skerla : Mademoiselle Stéphanie Georges
- Marthe Alycia : Madame Di Stefano
- Helga Eilendrop
- Even de Tissot : Le pianiste
- Madame Even de Tissot : la dame en rose (non créditée)

## Autour du film
- Remake de quatre versions précédentes de 1931, 1944, 1952 et 1961 (cette dernière pour la télévision). Laurent Bouhnik en a réalisé une nouvelle version en 2001.
- Les petits rôles et figurants ont été choisis au dernier moment à Bellagio où se tournait le film.
- Les bottines portées par Danielle Darrieux sont les mêmes que celle qu'elle portait dans Madame de... de  Max Ophuls
- La pendule de la chambre d'hôtel tinte les cinq premières notes de la musique de Madame de...

## Distinction
- Festival de Cannes 1968 : sélection officielle
- Festival de Cannes 2008 : sélection Cannes Classics

Le festival de Cannes est interrompu en 1968 avant son terme à cause des événements de mai 68 et aucun prix n'est décerné. Au festival de Cannes 2008, cinq films de l'édition 1968 sont présentés en sélection Cannes Classics parmi lesquels Vingt-quatre Heures de la vie d'une femme.